# Hey You (The Quireboys)
Hey You is een nummer van de Britse hardrockband The Quireboys uit 1990. Het is de tweede single van hun debuutalbum A Bit of What You Fancy.
Het nummer is veruit de grootste hit en het bekendste nummer van The Quireboys. "Hey You" haalde de 14e positie in het Verenigd Koninkrijk. In de Nederlandse Top 40 haalde het nummer een bescheiden 26e positie, waarmee het ook de enige notering van The Quireboys in de Top 40 was.